# Phare de Great Captain Island
Le phare de Great Captain Island est un phare situé sur Great Captain Island à l'ouest de Long Island Sound à Greenwich, dans le Connecticut, aux États-Unis. Le phare n'est plus utilisé.
Une seule petite route mène au phare situé à l'est de l'île, où la plupart des aigrettes de l'île ont tendance à nicher.
Le Greenwich Department of Parks and Recreation contrôle l'île sur laquelle se situe le phare.